# Rogério Hetmanek
Rogério Hetmanek, ou simplesmente Rogério (Rio de Janeiro, 2 de agosto de 1948) é um ex-futebolista brasileiro que atuava como ponta-direita.

## Carreira
Rogério foi o "23.º jogador" na Copa do Mundo de 1970. Entre seus principais títulos como jogador estão os de campeão do Campeonato Brasileiro de 1968 (Taça Brasil) e o bicampeonato carioca e da Taça Guanabara, em 1967 e 1968, todos estes pelo Botafogo. Hoje é Reverendo da Igreja Messiânica Mundial do Brasil (IMMB) e Presidente da Fundação Mokiti Okada desde 2007.

## Títulos
Botafogo
- Campeonato Brasileiro: 1968
- Campeonato Carioca: 1967 e 1968
- Taça Guanabara: 1967, 1968
- Taça Augusto Pereira da Mota: 1975

Flamengo
- Campeonato Carioca: 1972

Seleção Brasileira
- Taça Independência-Minicopa: 1972
- Copa do Mundo FIFA: 1970[3]   (como observador técnico)